# أندريا جونز
أندريا جونز (بالإنجليزية: Andrea Jones)‏ هي مصورة بريطانية، ولدت في 1960.